# Deuxième circonscription de la préfecture de Tochigi
La deuxième circonscription de la préfecture de Tochigi (栃木県第2区, Tochigi-ken dai-ni-ku) est l'une des cinq circonscriptions législatives que compte la préfecture de Tochigi au Japon.

## Description géographique
Entre 1994 et 2013, la deuxième circonscription de la préfecture de Tochigi regroupait les villes de Kanuma, Nikkō et Imaichi (ja), les  districts de Kamitsuga et Shioya et une partie du district de Kawachi comprenant les bourgs de Kamikawachi (ja) et Kawachi (ja).
Entre 2013 et 2022, elle réunissait une partie des villes d'Utsunomiya et Tochigi, les villes de Kanuma, Nikkō et Sakura et le district de Shioya.
Depuis 2022, elle comprend une partie de la ville d'Utsunomiya, les villes de Kanuma, Nikkō et Sakura et le district de Shioya.

## Députés
| Législature | Début de mandat | Fin de mandat | Député élu       | Parti politique | Parti politique |
| ----------- | --------------- | ------------- | ---------------- | --------------- | --------------- |
| 41e         | 1996            | 2000          | Kōya Nishikawa   |                 | PLD             |
| 42e         | 2000            | 2003          | Kōya Nishikawa   |                 | PLD             |
| 43e         | 2003            | 2005          | Mayumi Moriyama  |                 | PLD             |
| 44e         | 2005            | 2009          | Mayumi Moriyama  |                 | PLD             |
| 45e         | 2009            | 2012          | Akio Fukuda (ja) |                 | PDJ             |
| 46e         | 2012            | 2014          | Kōya Nishikawa   |                 | PLD             |
| 47e         | 2014            | 2017          | Akio Fukuda      |                 | PDJ             |
| 48e         | 2017            | 2021          | Akio Fukuda      |                 | SE              |
| 49e         | 2021            | 2024          | Akio Fukuda      |                 | PDC             |
| 50e         | 2024            | -             | Akio Fukuda      |                 | PDC             |